# Johanna av Aragonien
Johanna av Aragonien, född 1454, död 9 januari 1517 i Neapel, drottning av Neapel, gift 1476 med sin kusin kung Ferdinand I av Neapel. Hon var Neapels ställföreträdande regent 1495.
Dotter till kung Johan II av Aragonien och Juana Enriquez. Som änkedrottning uppmuntrade Johanna sin styvson, Alfonso II av Neapel, att inte abdikera inför de franska påtryckningarna den 22 februari 1495. Då Alfonso ändå abdikerade och flydde utsågs Johanna till ställföreträdande regent med titeln generallöjtnant i kungadömet Neapel. Johanna stannade sedan kvar vid hovet i Neapel under Alfonsos son Fredrik och sedan under Alfonsos bror Ferdinand trontillträde 1496. Den 1 september 1499 avlade hon ett besök hos sin bror Ferdinand av Aragonien, troligen för att be om Aragoniens bistånd mot Frankrike. Efter Aragoniens erövring av Neapel 1504 levde Johanna där till sin död.